# Teatr Lalek Hupilainen
Nukketeatteri Hupilainen – fiński teatr lalek z siedzibą w Kangasala, założony przez Sinikkę Meurman i Ninnę Kettunen-Niemi w 1984 roku. Jego repertuar zawiera głównie przedstawienia dla dzieci. Każdego roku teatr przygotowuje 1 lub 2 premiery. Siedziba teatru mieści się w budynku o nazwie Teatr Parvula z 50 miejscami na widowni.
Teatr prowadzi też warsztaty teatralne. Do roku 2017, co dwa lata, wraz z miastem Kangasala, teatr organizował Dni Teatru Lalek. Występowały na nich zespoły fińskie i zagraniczne. Impreza ta miała 14 edycji.
Od początków swojego istnienia teatr współpracuje z polskimi reżyserami (np. Arkadiuszem Klucznikiem, Andrzejem Ballem, Anną Twardowską, Adamem Kwapiszem), muzykami (np. Pawłem Sikorą) i scenografami (np. Mateuszem Mirowskim).
Zespół teatralny uczestniczy w Festiwalach Teatrów Lalkowych (np. z przedstawieniem "Czarnoksiężnik z Krainy Oz") na festiwalu w 2004 roku, w Tampere.

## Obecny skład zespołu
- Sinikka Meurman
- Niina Kettunen-Niemi
- Tuula Torkkeli
- Pauliina Kirjanen

## Nagrody
- 2003 - pierwsza nagroda za najlepsze przedstawienie pt. Czarnoksiężnik z Krainy Oz w Konkursie Fińskich Teatrów Lalek[14]
- 2024 - nagroda miasta Tampere za 40 lat działalności na rzecz promocji kultury dziecięcej[15] [16]